# Molly Brant
Molly Brant (Canajoharie, 1735 ou 1736 – Kingston, 16 de abril de 1796), também conhecida como Mary Brant, Konwatsi'tsiaienni e Degonwadonti, foi uma líder indígena Mohawk britânica de Nova Iorque e no Alto Canadá durante a era da Revolução Americana. Morando na província de Nova Iorque, ela era consorte do Sir William Johnson, o Superintendente Britânico de Assuntos Indígenas, com quem teve oito filhos. Joseph Brant, que se tornou um líder Mohawk e chefe de guerra, era seu irmão mais novo.
Após a morte de Johnson em 1774, Brant e seus filhos deixaram Johnson Hall em Johnstown, Nova Iorque, e voltaram para sua aldeia natal de Canajoharie, mais a oeste no rio Mohawk. Uma lealista durante a Guerra da Revolução Americana, ela migrou para o Canadá britânico, onde atuou como intermediária entre as autoridades britânicas e o grupo nativo iroqueses. Após a guerra, ela se estabeleceu no que hoje é Kingston, Ontário. Em reconhecimento ao seu serviço à Coroa, o governo britânico deu a Brant uma pensão e a compensou por suas perdas durante a guerra, incluindo uma concessão de terras. Quando os britânicos cederam seu antigo território colonial aos Estados Unidos, a maioria das nações iroquesas foi forçada a sair de Nova Iorque. A Reserva das Seis Nações foi estabelecida no que hoje é Ontário.
Desde 1994, Brant é homenageada como Pessoa de Importância Histórica Nacional no Canadá. Ela foi por muito tempo ignorada ou menosprezada pelos historiadores dos Estados Unidos, mas o interesse acadêmico por ela aumentou no final do século XX. Ela às vezes foi controversa, criticada por ser pró-britânica às custas dos iroqueses. Conhecida por ter sido uma anglicana devota, ela é comemorada em 16 de abril no calendário da Igreja Anglicana do Canadá. Nenhum retrato dela é conhecida; uma semelhança idealizada é apresentada em uma estátua em Kingston e em um selo canadense emitido em 1986.

## Primeiros anos
Pouco se sabe ao certo sobre o início da vida de Molly Brant. Chamada Mary, mas comumente conhecida como "Molly", nasceu por volta de 1736, possivelmente na vila indígena Mohawk de Canajoharie, ou talvez mais a oeste no antigo País de Ohio. Seus pais pertenciam a Christian Mohawks. Ela também tinha um meio-irmão chamado Joseph Brant, para não ser confundido como irmãos biológicos. Os missionários jesuítas franceses haviam convertido muitos Mohawk ao catolicismo em seus primeiros anos coloniais. Em meados do século XVIII, no entanto, a influência inglesa havia crescido em Nova Iorque. Christian Mohawk tendeu a se realinhar como anglicanos. Brant pode ter sido a criança chamada Mary que foi batizada na capela de Fort Hunter, perto do Castelo Inferior, outra vila Mohawk, em 13 de abril de 1735. Nesse caso, seus pais se chamavam Margaret e Cannassware. A maioria dos historiadores acredita que seu pai se chamava Peter. Joseph Brant, nascido em 1743, era irmão ou meio-irmão de Molly.

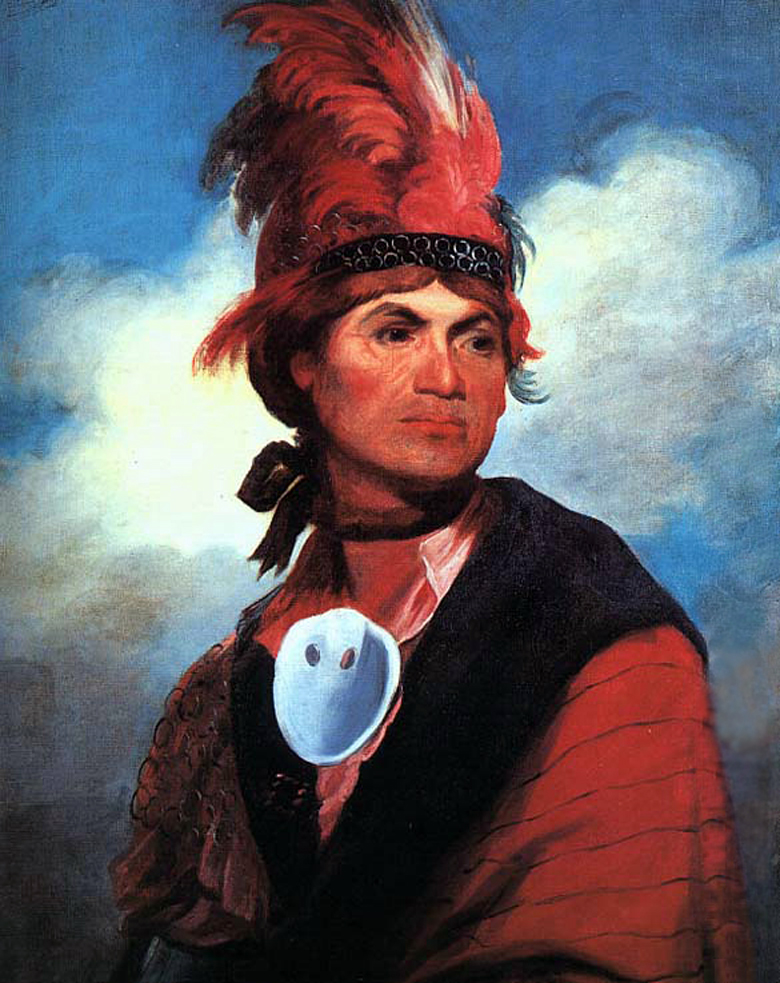
Joseph Brant, irmão mais novo de Molly, em 1786

Um dos nomes Mohawk de Molly, talvez seu nome de nascimento, era Konwatsi'tsiaienni, que significa "Alguém lhe empresta uma flor". Seu outro nome Mohawk, dado a ela na idade adulta em uma marca de passagem habitual, era Degonwadonti, que significa "Dois contra um". Seus nomes Mohawk foram escritos de várias maneiras em registros históricos.
Os povos Mohawk representavam uma das seis nações do grupo nativo Iroqueses e ocuparam o território mais oriental da confederação. Na época da Guerra da Revolução Americana, eles viviam principalmente no vale do rio Mohawk, no que hoje é o norte do estado de Nova Iorque, a oeste do que se desenvolveu como colonial Albany e Schenectady. Em algum momento, antes ou depois de seu nascimento, a família de Molly mudou-se para o oeste, para Ohio Country, que os iroqueses reservavam como área de caça desde o final do século XVII.
Depois que o pai de Molly morreu, sua família voltou para Canajoharie. Em 9 de setembro de 1753, a mãe de Molly casou-se com Brant Kanagaradunkwa, um sachem Mohawk do clã Turtle. Possivelmente para reforçar sua conexão com Brant Kanagaradunkwa, que era um líder notável, Molly e Joseph adotaram o nome de seu padrasto como sobrenome, o que era incomum naquela época.
Molly Brant foi criada em uma cultura Mohawk que absorveu algumas influências de seus parceiros comerciais holandeses e ingleses durante um período de contato prolongado. Em Canajoharie, a família Brant viviam em uma casa de madeira substancial em estilo colonial e usavam muitos utensílios domésticos europeus. A família frequentava a Igreja Anglicana. Molly era fluente em mohawk e inglês. Não está claro se ela recebeu educação formal ou se sabia ler e escrever. Existem várias cartas assinadas "Mary Brant", mas podem ter sido ditadas por Molly e escritas por outra pessoa. Uma carta de 1782 é assinada com "sua marca", indicando que ela pode ter sido apenas semianalfabeta.
Em 1754, Molly acompanhou seu padrasto e uma delegação de anciãos Mohawk à Filadélfia, onde os homens deveriam discutir uma venda fraudulenta de terras com líderes coloniais. O grupo viajou para Albany, onde um oficial inglês, o capitão Staats Long Morris, sobrinho do governador Lewis Morris da Pensilvânia, conheceu e se apaixonou por Brant. Ela tinha então cerca de dezenove anos e foi descrita como "bastante provável", significando "boa aparência".

## Consorte de Sir William

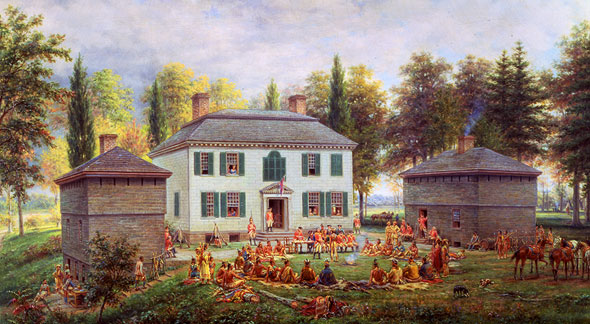
Johnson Hall, casa de Molly Brant de 1763 a 1774

Quando o general Sir William Johnson, superintendente de assuntos indígenas do Norte, visitava Canajoharie, ele sempre se hospedava na casa de seu amigo, o padrasto de Molly, Brant Kanagaradunkwa. Pouco depois da morte da primeira esposa de Johnson, Catherine Weisenberg, Brant mudou-se para Fort Johnson. Johnson e Molly Brant tornaram-se íntimos; em setembro de 1759, ela deu à luz seu filho, Peter Warren Johnson, nomeado em homenagem ao primeiro patrono e tio de Sir William, o almirante Sir Peter Warren. Brant viveu com Johnson em Fort Johnson, e depois em sua residência pessoal de Johnson Hall depois de 1763, quando os britânicos derrotaram os franceses na Guerra dos Sete Anos. (Era conhecida na frente norte-americana como a Guerra Franco-Indígena . Os iroqueses se aliaram principalmente aos britânicos durante esta guerra).
Brant era efetivamente a esposa ou consorte de Sir William. Brant desempenhou um papel notável na vida de Fort Johnson, gerenciando as compras domésticas, desde porcelanas caras até suprimentos de costura. O casal teve nove filhos juntos, oito dos quais viveram além da infância. O histórico da vida de seus filhos é o seguinte:
- Peter Warren Johnson (em homenagem ao tio de William Johnson), serviu no 26.º Regimento de Infantaria durante a Guerra Revolucionária Americana e foi morto em 1777;[17]
- Seis filhas, Elizabeth, Magdalene, Margaret, Mary, Susanna e Ann (também conhecida como Nancy). Elizabeth casou-se com o Dr. Robert Kerr, um médico e magistrado britânico.[18] Madalena se casou com John Ferguson, que foi eleito membro do Legislativo do Alto Canadá por Kingston.[19] Ann (também conhecida como Nancy) casou-se com um oficial da marinha, o capitão Hugh Early, que deu nome a Earl Street em Kingston. Margaret casou-se com o capitão George Farley do 24.º Regimento, também em Kingston.[19] Maria não se casou. Ela morou em Kingston com sua irmã, Madalena, depois da guerra.[19] Susanna casou-se com o tenente Henry Lemoine do 60.º Regimento de Infantaria.[19]
- Jorge Johnson.[19]

No testamento de Johnson, Molly é referida como sua "governanta", o que na época significava que ela cuidava da casa, servia como anfitriã e supervisionava as servas e escravas. De acordo com a historiadora Barbara Graymont, "Molly Brant presidiu a casa de Johnson com inteligência, habilidade, graça e charme, e ela efetivamente administrou a propriedade durante as muitas e prolongadas ausências de Johnson." O relacionamento de Johnson e Brant era público; ela recebeu presentes e notas de agradecimento de visitantes proeminentes, como Lord Adam Gordon. Johnson usou sua conexão com Brant para promover seus negócios públicos e privados com os Mohawk e outras nações iroquesas. O papel de Brant como parceiro doméstico e político de Johnson era bem conhecido. "Antes dos quarenta anos", escrevem Feister e Pulis, "ela já era uma figura lendária (...)"
William Johnson morreu em julho de 1774. Em seu testamento, ele deixou um total de 25 mil acres de terra, além de dinheiro e escravos para Brant e seus filhos;  Ele deixou Johnson Hall para John Johnson, seu filho mais velho com sua primeira esposa, Catherine Weisenberg, uma imigrante alemã palatina. Molly voltou para Canajoharie com seus filhos, pertences pessoais e escravos. Lá ela viveu uma vida confortável em uma casa grande e prosperou como comerciante de peles.

## Revolução Americana
Brant apoiou a Coroa Britânica durante a Guerra da Revolução Americana. De sua casa em Canajoharie, ela forneceu comida e assistência aos lealistas que fugiam de Nova Iorque para o Canadá. Apesar do assédio dos habitantes locais Patriotas, ela permaneceu em Canajoharie durante os dois primeiros anos da guerra.
Um ponto de virada ocorreu em 1777, quando as forças britânicas invadiram Nova Iorque vindas do Canadá e sitiaram os Patriotas em Fort Stanwix. Em agosto, quando Brant soube que um grande corpo da milícia Patriota estava a caminho para socorrer o forte, ela enviou mensageiros Mohawk para alertar o comandante britânico sobre o perigo. Esta informação permitiu que uma força britânica, e os povos indígenas Mohawk e Seneca emboscassem os Patriotas e seus aliados Oneida na Batalha de Oriskany. Os iroqueses estavam divididos em suas lealdades. Os povos Oneida se aliaram com os Patriotas, enquanto a maioria das tribos das outras quatro nações se aliaram aos britânicos. Após esta batalha, na qual os guerreiros iroqueses dessas nações lutaram em ambos os lados, a guerra no Vale do Mohawk tornou-se particularmente brutal. Os povos Oneida e os rebeldes americanos retaliaram contra Brant pilhando Canajoharie. Brant fugiu com seus filhos para Onondaga, a cidade central da Confederação Iroquois. Sua partida foi tão precipitada que ela teve que deixar a maioria de seus pertences para trás.

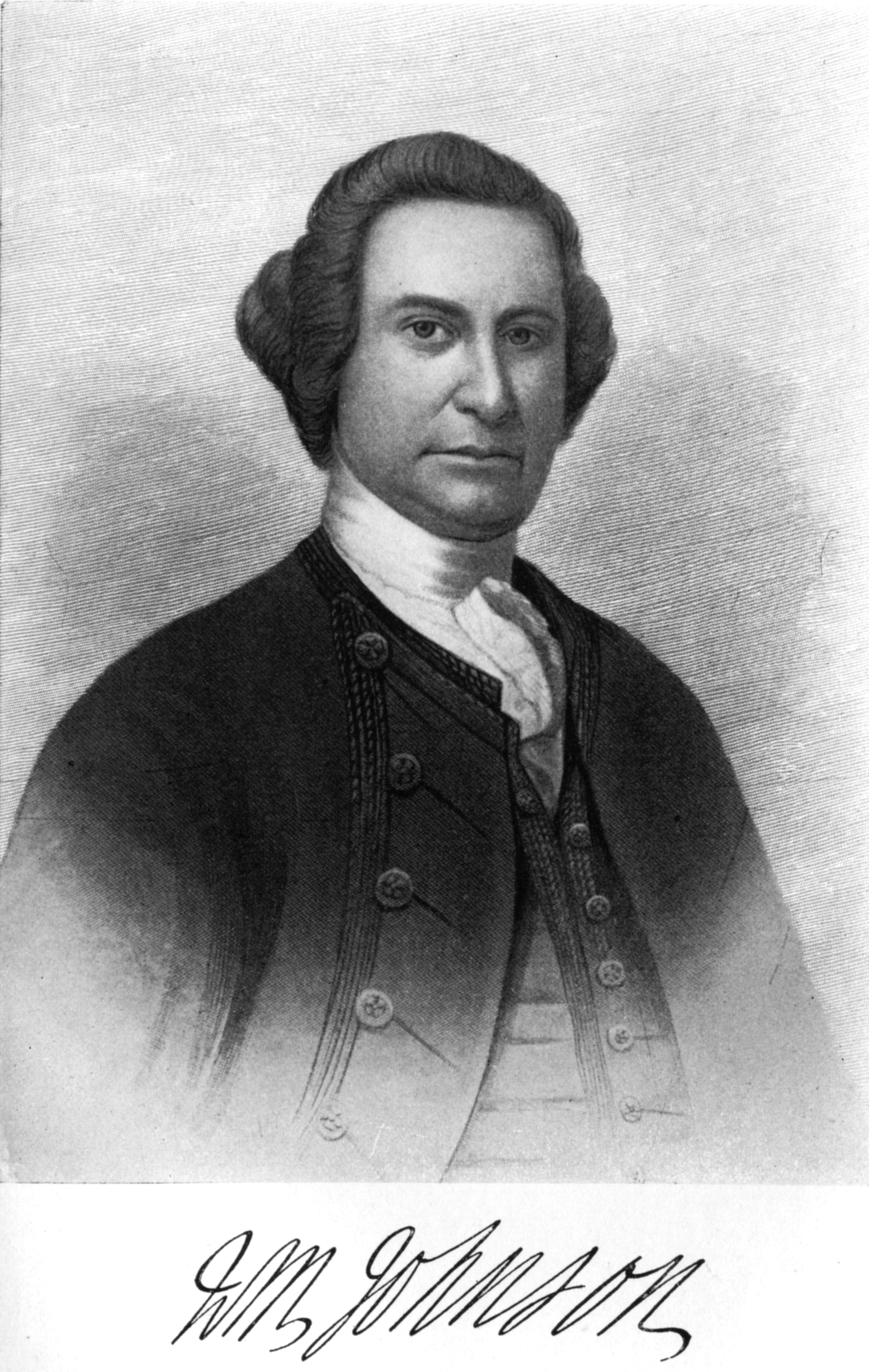
Sir William Johnson em 1763. Molly Brant continuou seu trabalho de sustentar a aliança anglo-iroquesa

Em Onondaga, os líderes das nações iroquesas realizaram um conselho para discutir o curso a seguir. A maioria das nações e seus líderes eram a favor de ajudar os britânicos, mas depois da Batalha de Saratoga, parecia improvável que os britânicos pudessem vencer. Sayenqueraghta, um chefe Seneca, exortou as nações a se retirarem da guerra. Brant criticou o conselho de Sayenqueraghta, invocando a memória de Sir William para convencer o conselho a permanecer leal à Coroa. De acordo com Daniel Claus, um agente indígena britânico e genro de Sir William, Brant era "em todos os aspectos considerado e estimado por eles [os Iroqouis] como o relicto de Sir William [ou seja, viúva], e uma palavra dela é mais notada pelas Cinco Nações do que mil de qualquer homem branco, sem exceção".
Grande parte da influência de Brant veio de suas conexões com Sir William Johnson e seu padrasto Brant Kanagaradunkwa. Influência adicional veio do fato de que as mulheres na sociedade iroquesa tinham mais influência política do que as mulheres nas sociedades patriarcais. Sob o sistema de parentesco matrilinear iroquês, a herança e o status social eram transmitidos pela linha materna. As mulheres mais velhas influenciaram a escolha dos chefes. Como a ascendência de Brant não é clara, os historiadores aparentemente discordaram sobre se ela nasceu em um clã influente. Brant foi descrita como a "chefe das matronas das Seis Nações", embora o historiador Robert Allen escreva que "não há evidências substantivas que sugiram que Molly já foi uma matrona ou mãe de clã dentro da sociedade matrilinear iroquesa". Fiester e Pulis definiram que "embora não tenha nascido para o cargo, ela se tornou uma das matronas Mohawk".
No final de 1777, Brant mudou-se para Fort Niagara a pedido do major John Butler, que queria fazer uso de sua influência entre os iroqueses. Em Niágara, Brant trabalhou como intermediária entre os britânicos e os iroqueses, prestando, de acordo com Graymont, "ajuda inestimável lá como diplomata e estadista". Enquanto isso, em novembro de 1777, o filho de Brant, Peter Johnson, foi morto na campanha da Filadélfia enquanto servia no 26.º Regimento de Infantaria britânico.
Em 1779, Brant visitou Montreal, onde alguns de seus filhos frequentavam a escola. Ela voltou para Fort Niagara quando os americanos começaram sua Expedição Sullivan naquele ano. Em retaliação aos ataques em Cherry Valley, a expedição atacou 40 Seneca e outras aldeias iroquesas em todo o centro-oeste de Nova Iorque, destruindo plantações e provisões de inverno. Por causa da guerra, Brant só conseguiu chegar até o posto britânico em Carleton Island, para onde muitos refugiados iroqueses haviam fugido dos americanos. Lá ela continuou seu trabalho como intermediária. O comandante britânico considerou a influência de Brant "muito superior à de todos os seus chefes juntos". Brant estava infeliz por ter que viver em um quartel do exército com seus filhos. Na esperança de manter seu favor, os britânicos construíram para ela uma casa na ilha em 1781, onde ela morou com seus filhos e quatro escravos até o final da guerra. Ao longo da guerra, Brant desempenhou papéis importantes como negociador, mediador, ligação e defensor dos povos Mohawk e Iroquois em Fort Niagara, Montreal e Carleton Island.

## Últimos anos

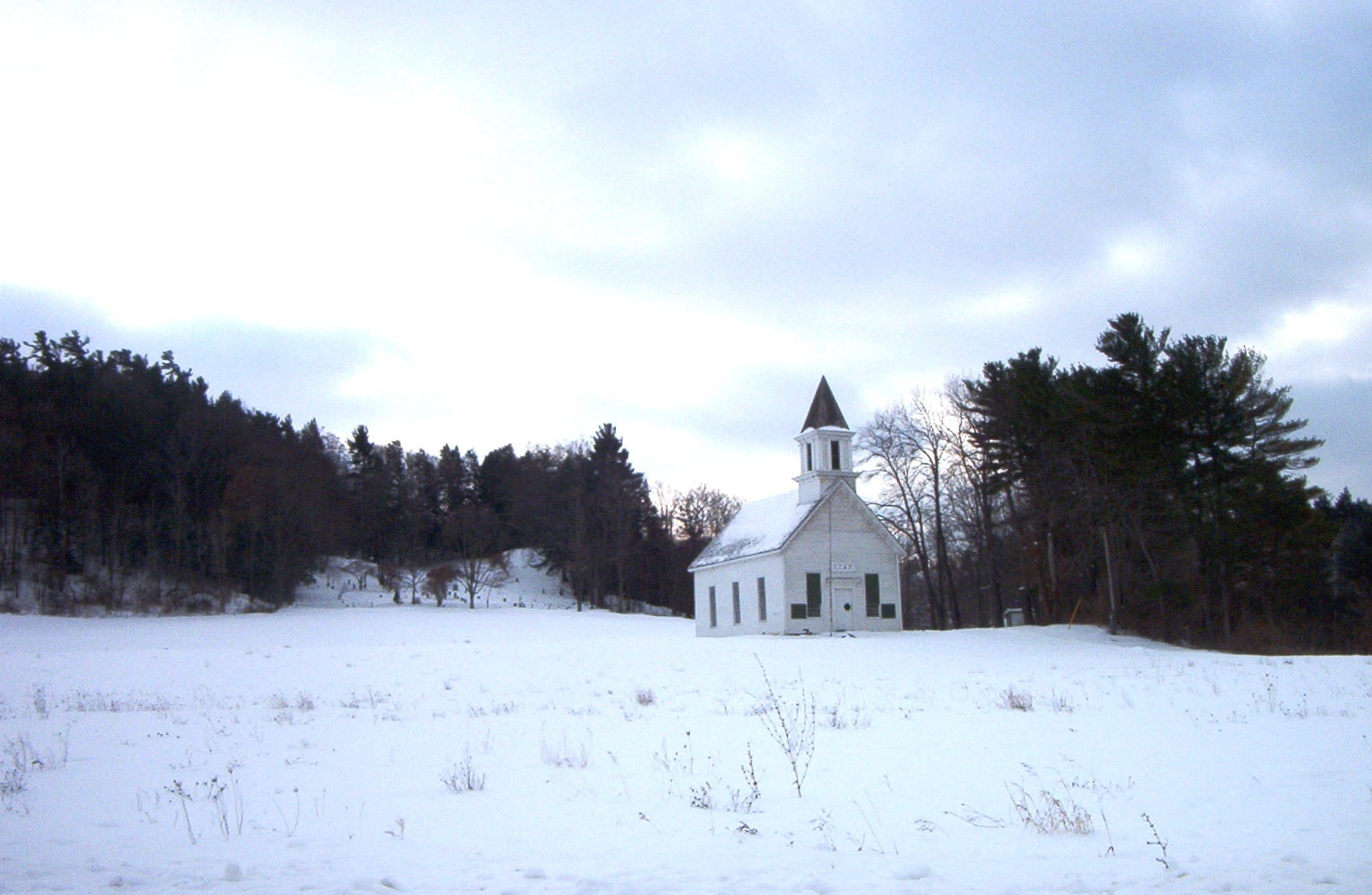
A Igreja Indígena Castle é o único edifício ainda de pé associado ao Mohawk em Canajoharie. Foi erguido em 1769 por Sir William Johnson em um terreno doado por Molly e seu irmão Joseph Brant.

Quando os britânicos abandonaram Carleton Island em 1783, Brant mudou-se para Cataraqui, atual Kingston, em Ontário. Lá, o governo britânico construiu uma casa para ela e deu a ela uma pensão anual de cem libras esterlinas. Ela foi designada para a Fazenda Lote A em Kingston Township, ao longo do limite norte da cidade. Tinha 116 acres, em vez dos 200 acres padrão, porque foi invadido pela Reserva do Clero. Além disso, Brant e sua família receberam uma compensação do governo britânico por suas perdas na Revolução Americana. Na esperança de fazer uso de sua influência, os Estados Unidos ofereceram uma compensação a Brant se ela voltasse com sua família para Mohawk Valley, mas ela recusou. A legislatura de Nova Iorque determinou que Brant e seus filhos como indígenas não poderiam possuir os 15 mil acres de terra legados a eles por Sir William Johnson, e disse que pertencia legalmente a seu herdeiro, Sir John Johnson. Ele estava sob o Ato de Attainder de 1779, então a propriedade foi revertida para o estado. Nova Iorque vendeu para colonos e especuladores.
Brant viveu em Kingston pelo resto de sua vida, uma figura respeitada da comunidade e membro fundador da Igreja Anglicana local. Seu filho George Johnson, conhecido como "Big George" entre os nativos, casou-se com uma mulher iroquesa e tornou-se fazendeiro e professor. Suas filhas se casaram com homens brancos proeminentes.
Brant morreu em Kingston em 16 de abril de 1796, com cerca de 60 anos, e foi enterrada no cemitério de St. Paul, o primeiro cemitério do assentamento. Mais tarde, foi desenvolvido como o local da Igreja Anglicana de St Paul. A localização exata de seu túmulo é desconhecida.

## Legado
O legado de Brant gerou controvérsia. Desde 1994, ela é homenageada no Canadá como Pessoa de Importância Histórica Nacional. No entanto, por muito tempo, Brant foi ignorada ou menosprezada pelos historiadores dos Estados Unidos, embora o interesse acadêmico por ela tenha aumentado no final do século XX com uma melhor compreensão de seu papel e influência na sociedade iroquesa. O Johnson Hall State Historic Site em Nova Iorque incluiu a apresentação e interpretação de seus papéis públicos e privados para os visitantes.
Ela, às vezes, foi criticada por ser pró-britânica às custas dos iroqueses. De acordo com Feister e Pulis, "Ela fez escolhas pelas quais às vezes é criticada hoje; alguns a veem como tendo desempenhado um papel importante na perda de terras iroquesas no estado de Nova Iorque." Mas, como muitos dos líderes masculinos, Brant acreditava que a melhor chance de sobrevivência dos mohawks e de outras nações iroquesas estava com os britânicos. Ela se identificou primeiro como Mohawk e fez escolhas estratégicas que acreditava que beneficiariam melhor seu povo.
Brant é celebrada em 16 de abril no calendário da Igreja Anglicana do Canadá. Nenhum retrato dela é conhecido; uma semelhança idealizada é apresentada em uma estátua em Kingston e em um selo canadense emitido em 1986.
Sua história de vida foi abordada por Tantoo Cardinal em 1990, no filme exibido para televisão intitulado Divided Loyalties.

## Arqueologia
Em 1988, testes arqueológicos foram conduzidos no local da antiga casa de Molly Brant em Kingston para se preparar para um projeto de construção. Escavações de salvamento foram realizadas em 1989. Grande parte do local original da herdade Brant já havia sido perturbado por atividades industriais.
A área há muito era o local do Kiwanis Playing Field e não foi perturbada até que a Imperial Oil comprou a propriedade em 1938. Neste momento, os restos subterrâneos das estruturas provavelmente foram removidos. As escavações revelaram os restos de uma privada, que continha mais de cinco mil artefatos de itens domésticos e pessoais do século XIX.

## Reconhecimento em Kingston
Em 25 de agosto de 1996, a cidade de Kingston proclamou o Dia da Comemoração de Molly Brant. A Mohawk Nation - Bay of Quinte, a Corporation of the City of Kingston, o City of Kingston Historical Board e o Historic Sites and Monuments Board of Canada concordaram em comemorar sua vida com a criação de um busto representando Molly Brant, junto com um monumento histórico na entrada da frente de Rideaucrest Home na Rideau Street em Kingston. John Boxtel foi contratado para fazer o busto. A escultura memorial foi inaugurada em Rideaucrest no Dia da Comemoração de Molly Brant. A comemoração começou com um serviço religioso na Catedral de St. George, uma tradicional queima de tabaco Mohawk e uma cerimônia de colocação de coroas de flores na Igreja Anglicana de St. Paul e uma recepção em Rideaucrest. A escultura de Molly Brant foi inaugurada no pátio leste.
A Molly Brant One Woman Opera, composta por Augusta Cecconi-Bates, foi apresentada pela primeira vez na Catedral de St. George em Kingston em 25 de abril de 2003, sob a égide da Cataraqui Archaeological Research Foundation. A produção de 2003 foi cantada pela soprano Rhona Gale de Kingston, com Carrie Wyatt, flauta, e o compositor ao piano. Desde então, a ópera foi desenvolvida em quatro atos completos.
Em 17 de junho de 2015, os curadores do Conselho Escolar do Distrito de Limestone selecionaram Molly Brant como o nome de uma nova escola pública primária localizada na Lyons Street, na propriedade Queen Elizabeth Collegiate.